# About:
Pour les articles homonymes, voir about.
 (mars 2024).
about: (« à propos de » en anglais) est un schéma d'URI utilisé dans une série de navigateurs pour accéder, via l'interface même du navigateur (par la barre d'adresses), à des pages très particulières. Les URIs saisies affichent donc — entre autres — des fichiers locaux ou données internes. Elles ne sont pas accessibles par le World Wide Web et on peut donc y accéder même hors-ligne.
Dans les premières versions de Netscape, toutes les adresses commençant par about: qui n'étaient pas reconnues comme commandes donnaient simplement le texte noté après about:. De même, dans les premières versions de Internet Explorer, about: suivi par une chaîne de HTML (par exemple about:<em>hello world</em>) donnera cette chaîne, comme si elle était la source de la page.
Les fonctions les plus répandues sont about:blank qui montre un document HTML blanc ou vierge selon les navigateurs, et simplement about: qui affiche les informations sur le navigateur. Opera utilise des URI qui commencent par opera: pour les mêmes fonctions, et il remplacera automatiquement about: par opera:.

## Google Chrome
| Adresses         | Description | Disponible sous Chrome 69.0.3497.100 (au 23/09/2018) |
| ---------------- | --- | ---------------------------------------------------- |
| about:           | Affiche les informations sur la version du navigateur. | Oui                                                  |
| about:blank      | Affiche une page blanche donc le code source est complètement vierge. Toutefois, si on demande "inspecter l'élément" (option de clic droit), l'outil affiche la présence des balises html ainsi que de la balise body avec des styles associés. | Oui                                                  |
| about:cache      | Affiche le contenu du cache. | Non (retiré définitivement depuis Chrome 66)         |
| about:crash      | Affiche la page de notification d'erreur. | Oui                                                  |
| about:credits    | Affiche la liste des logiciels libres et open source utilisés dans le navigateur, accompagnés de leur licence. | Oui                                                  |
| about:dns        | Affiche des informations sur les DNS. | Non                                                  |
| about:histograms | Affiche des histogrammes, en format texte, sur les statistiques internes au navigateurs (ex : Histogram: MPArch.RWH_InputEventDelta). | Oui                                                  |
| about:internets  | easter egg : Affiche une page nommée "Don't Clog the Tubes!" ("ne bouchez pas les tubes"), où l'on voit en animation de l'écran de veille de Microsoft Windows nommé "canalisations 3D". Ne fonctionne pas sur Vista, où le fond d'écran n'est plus supporté. Les tubes font référence à l'analogie "Series Of Tubes" (série de tubes) utilisée pour décrire Internet. | Non                                                  |
| about:memory     | Affiche la mémoire utilisée par les différents navigateurs ouverts (et pas seulement pour Chrome) et pour chacun des onglets ouverts sous Chrome. | Non                                                  |
| about:network    | Affiche une interface pour surveiller les requêtes et actions faites par Chrome et les statistiques de performance. | Non                                                  |
| about:plugins    | Affiche la liste des plugins installés. | Non                                                  |
| about:stats      | Affiche des statistiques sur le processus. En haut de la page, il est écrit "Shhh! This page is secret!" (chut, cette page est secrète). | Non                                                  |
| about:version    | Affiche les informations sur la version du navigateur, comme pour about:. | Oui                                                  |

## Epiphany
Depuis qu'Epiphany utilise le moteur de rendu Gecko, les adresses about: qui fonctionnent sont les mêmes que celles de Mozilla (ou Mozilla Firefox, selon la branche de Gecko utilisée) (se reporter au chapitre #Mozilla Firefox).
En supplément, about:epiphany affiche une citation attribuée à Antoine de Saint-Exupéry : « Il semble que la perfection soit atteinte non quand il n'y a plus rien à ajouter, mais quand il n'y a plus rien à retrancher ».
Cela peut être considéré comme une réponse aux critiques qui prétendent que le navigateur, en voulant mettre l'accent sur la facilité d'utilisation, a mis de côté de nombreuses fonctionnalités.

## Mozilla Firefox
| Adresse                    | Description |
| -------------------------- | --- |
| about:                     | Affiche la version du navigateur et l'identifiant du navigateur utilisé pour envoyer aux sites web visités. |
| about:about                | Affiche la liste des pages about: disponibles dans Firefox. |
| about:addons               | Ouvre un gestionnaire pour gérer les extensions, thèmes et plugins (depuis Firefox 4). |
| about:blank                | Affiche une page HTML blanche (valide HTML 4.01 transitional). Il est possible de l'afficher à l'ouverture au lieu de la page d'accueil (Outils/Options/Général/Démarrage). |
| about:blocked              | Montre la page de protection utilisée lorsque le navigateur repère un site contrefait/malveillant (depuis Firefox 3). |
| about:buildconfig          | Affiche les options utilisées pour compiler la version utilisée. |
| about:cache                | Affiche des informations à propos du cache (mémoire et disque). |
| about:cache?device=memory  | Affiche les différentes entrées du cache dans la mémoire. |
| about:cache?device=disk    | Affiche les différentes entrées du cache sur le disque. |
| about:cache?device=offline | Affiche les différentes entrées du cache pour les vue hors ligne. |
| about:certerror            | Affiche la page d'erreur utilisée lorsqu'un certificat SSL/TLS n'est pas fiable ou est invalide. |
| about:config               | Affiche une interface qui permet de voir et de modifier les variables de configuration du navigateur Mozilla Firefox ainsi que des variables en rapport avec ses extensions, dont la plupart ne peuvent se régler que là et non par l'environnement graphique (le panneau d'option). |
| about:crashes              | Affiche la liste des rapports de plantage envoyés par le rapporteur de plantage de Mozilla :Mozilla's crash reporter (depuis Firefox 3). |
| about:credits              | Affiche la liste de tous ceux qui ont contribué à Mozilla. |
| about:home                 | Affiche la page d'accueil de Firefox (recherche google et possibilité de restaurer la session précédente (depuis Firefox 4). |
| about:jetpack              | Affiche une interface spécifique pour visualiser et régler l'extension JetPack. |
| about:licence              | Pour les versions localisées en Angleterre Britannique, montre le contenu de about:license en remplaçant license par licence quand c'est un nom. |
| about:license              | Montre la Licence publique de Mozilla ainsi que plusieurs autres utilisée pour le logiciel. |
| about:logins               | Gestionnaire de mots de passe. |
| about:logo                 | Affiche le logo utilisé dans la page about:. |
| about:memory               | Affiche des informations sur l'état instantané de l'utilisation de la mémoire par Firefox (depuis Firefox 3.6). |
| about:mozilla              | easter egg: Affiche un verset du Livre de Mozilla. |
| about:neterror             | Affiche la page d'erreur utilisée quand le navigateur ne peut pas accéder à la ressource demandée. |
| about:performance          | Affiche les données des extensions et des onglets les plus consommateurs (depuis Firedox 47.0a2) |
| about:permissions          | Affiche les permissions accordées aux sites web (depuis Firefox 6). |
| about:plugins              | Affiche la liste des plugins installés. |
| about:privatebrowsing      | Peut être utilisé pour basculer dans le mode « navigation privée », en affichant un message indiquant que Firefox ne conservera pas tout l'historique de navigation pour la session en cours. |
| about:robots               | easter egg, depuis le 8 mars 2008. Il contient plusieurs références à diverses œuvres de science-fiction: - Le titre, issu du film "Le Jour où la Terre s'arrêta" - La première phrase, qui est la première loi de la robotique d'Asimov - La seconde phrase, renvoyant au film Blade Runner - La troisième phrase ainsi que le bouton font référence au Guide du voyageur galactique de Douglas Adams - La quatrième phrase, référence à l'insulte préférée de Bender, le robot de Futurama Il y a également une référence à la série Battlestar Galactica. |
| about:rights               | Affiche les droits conférés à l'utilisateur d'après les licences utilisées. |
| about:sessionrestore       | S'ouvre lors de la première restauration de la session qui avait planté (depuis Firefox 3.5), et affiche les onglets que Firefox n'a pas réussi à restaurer. |
| about:support              | Affiche des informations techniques pouvant être utiles pour essayer de résoudre un problème lors de l'utilisation de Firefox (depuis Firefox 3.6). |

## Internet Explorer
Sur Windows, les adresses about: d'Internet Explorer sont configurables.
| Adresse                  | Description | sur IE6 | sur IE7 | sur IE8 | sur IE9 |
| ------------------------ | --- | ------- | ------- | ------- | ------- |
| about:Blank              | Affiche une page HTML blanche presque vierge : la page ne contient aucun doctype, seulement les deux balises <HTML></HTML>. | Oui     | Oui     | Oui     | Oui     |
| about:Home               | Affiche la page définie comme page d'accueil. | Oui     | Oui     | Non     | Oui     |
| about:inprivate          | Informe les utilisateurs à propos du mode de navigation privée : Navigation InPrivate. | Non     | Non     | Oui     | Oui     |
| about:Mozilla            | La version pour Windows de IE montre une page HTML vierge avec un arrière-plan bleu. Cela pourrait éventuellement être une allusion à un Blue Screen of Death. Supprimée dans Windows XP SP2, on peut toujours la voir en tapant "res://mshtml.dll/about.moz" à la place. | Oui     | Oui     | Oui     | Oui     |
| about:NavigationCanceled | Affiche la page "navigation annulée". | Oui     | Oui     | Oui     | Oui     |
| about:NoAdd-ons          | Affiche la page d'information à propos de la désactivation des composants additionnels (les contrôles ActiveX et barres d'outils). | Non     | Oui     | Oui     | Oui     |
| about:OfflineInformation | Affiche la page d'information qui s'affiche lorsque la page Web demandé ne peut être vue hors ligne. | Oui     | Oui     | Oui     | Oui     |
| about:PostNotCached      | Affiche la page qui informe l'utilisateur que la page Web a expiré. | Oui     | Oui     | Oui     | Oui     |
| about:SecurityRisk       | Affiche la page qui interrompt la navigation et informe l'utilisateur que le niveau de sécurité est considéré comme trop faible. | Oui     | Oui     | Oui     | Oui     |
| about:Tabs               | Affiche la page d'information sur la navigation par onglets. Elle s'ouvre aussi lorsqu'un nouvel onglet est créé, si l'option « Ouvrir la page de démarrage dans les onglets » n'est pas cochée.                                                                          | Non     | Oui     | Oui     | Oui     |

## Konqueror
Tous les about:, hormis ceux présentés dans le tableau, font une redirection sur about:konqueror.
| Adresses        | Description                                                                                   |
| --------------- | --------------------------------------------------------------------------------------------- |
| about:blank     | Affiche une page blanche.                                                                     |
| about:konqueror | Affiche une page "amicale" de démarrage et de navigation.                                     |
| about:plugins   | Montre les noms, descriptions, suffixes, statuts et Type MIME, et tous les plugins installés. |

## Netscape
Sur les vieilles versions des Netscape, il existait about:people qui affichait la liste des employés actifs. De plus, about:username, avec à la place de username le nom d'un employé, renvoyait sur la page Netscape de l'employé spécifié. Par exemple, about:jwz (Jamie Zawinski) renvoyait sur http://people.netscape.com/jwz/ (lien non actif).
Tous les employés n'avaient pas de liens vers leur page. Seuls les développeurs qui savaient où se trouvait le fichier et comment l'éditer pouvaient écrire leur nom.
Il existait de nombreux easter eggs avec about:, dont le fameux about:mozilla, et d'autres moins connus, qui montraient par exemple la mascotte de Netscape en culotte bavaroise pour about:deutsch, ou avec une baguette sous le bras pour about:francais.
Dans certaines versions de Netscape, about:global affichait l'historique de navigation.

## Opera
about: est un alias de opera:, toutes les adresses marchent avec les deux préfixes. Toutefois, avec Opera 9.6, taper opera: affiche toutes les adresses opera: possibles, ce qui ne fonctionne pas avec about:. Sur ces pages, JavaScript est désactivé pour toutes ces adresses pour des raisons de sécurité. Elles peuvent toutefois être stylisées en utilisant des feuilles de style.
Seule la fonction about:blank fonctionne sur la version d'Opera pour Nintendo DS.
| Adresses            | Description |
| ------------------- | --- |
| opera:              | Si on ne valide pas l'adresse, affiche dans la barre d'adresse la plupart des adresses (commençant par about: possibles) accompagnées d'une courte explication. Si on valide, il retourne une erreur. Ne fonctionne pas avec about:.           |
| opera:blank         | Affiche une page blanche HTML (valide HTML 4.01). |
| opera:about         | Affiche les informations sur le navigateur, sa version, les répertoires et le copyright. (également accessible par about:opera, about:about et about:)                                                                                         |
| opera:cache         | Affiche le contenu du cache. |
| opera:config        | Affiche une interface qui permet de voir et de modifier les variables internes au navigateur, dont la plupart ne peuvent se régler que là et non par l'environnement graphique (le panneau d'option).                                          |
| opera:drives        | Raccourci pour l'adresse file://localhost/, qui montre les répertoires de l'ordinateur et peut servir à explorer les dossiers. Ne fonctionne pas sur MacOS. (Pour afficher les fichiers sous Mac, tapez "file:///" dans la barre de recherche) |
| opera:debug         | Permet la connexion au Deboggeur. |
| opera:history       | Affiche l'historique du navigateur. |
| opera:historysearch | Permet la recherche dans l'historique. |
| opera:plugins       | Affiche les plugins installés. |
| opera:help          | Raccourci pour l'aide, le fichier peut être local ou sur le Web (dans lequel cas l'aide ne sera pas disponible hors ligne). |

## Microsoft Outlook
Dans Outlook, une autre URI a été ajoutée, pour montrer l'écran « Outlook Aujourd'hui » qui affiche les messages et les tâches. about:blank fonctionne, mais tout autre texte entré après about: sera affiché en texte dans le navigateur.

## Safari
Seul about:blank fonctionne. Les autres URI ne sont pas acceptées.

La version mobile marche de même.

## URIs non reconnus
Quand le texte après about: n'est pas bon (donc que l'URI ne mène à rien), les navigateurs ont un comportement différent :
- Google Chrome[2] affiche une page blanche.
- Mozilla Firefox[5] affiche une alerte : « L'URL n'est pas valide et ne peut être chargée », dans un popup ou dans la fenêtre principale selon les versions.
- Internet Explorer[9] affiche une page contenant le message : « Navigation vers la page Web annulée ».
- Opera[16] affiche une page d'erreur, spécifiant que l'adresse est incorrecte.
- Netscape, selon les versions, affiche le texte après about: ou un point d'interrogation.